# Temporada 1963-1964 del Club Joventut Badalona
La temporada 1963-1964 va ser la 25a temporada en actiu del Club Joventut Badalona des que va començar a competir de manera oficial. La Penya va disputar la seva 8a temporada a la màxima categoria del bàsquet espanyol, acabant la competició en la tercera posició, igualant la posició aconseguida la temporada anterior. Aquesta temporada no va participar en cap altre competició.

## Resultats
Lliga espanyola
A la lliga espanyola finalitza en la tercera posició del seu grup de 7 equips, amb un bagatge de 7 victòries i 5 derrotes, classificant-se per la fase final. A la lligueta final va tornar a ser tercer per segona temporada consecutiva.

## Plantilla
La plantilla del Joventut aquesta temporada va ser la següent:
| Club Joventut Badalona: plantilla 1963-64 |
| Jugadors                                  |
| Josep Lluís                               |
| Artur Auladell                            |
| Joaquim Ballester                         |
| Guifré Gol                                |
| Joan Fa                                   |
| Enric Margall                             |
| Amador Rojas                              |
| Miquel Homs                               |
| Corbeto                                   |
| Xavier Mañé                               |
| Carlos Torrents                           |
| Entrenador                                |
| Albert Gasulla (no acaba la temporada)    |
| Antoni Molina                             |